# Christmas Night
Noche de Navidad (subtitulado Villancicos de la Natividad) es un álbum encontrado en  The Cambridge Singers de temática navideña dirigido por John Rutter. La mayoría de las canciones que conforman el album se cantan estilo a cappella, y en otras el coro es acompañado por la City of London Sinfonia. Se lanzó por primera vez en 1987 con la etiqueta Collegium Records de Rutter, este album fue remasterizado y relanzado (con nueva portada) por John Rutter en 2020.

## El Álbum
La versión en CD de Noche de Navidad contiene 22 villancicos que abarcan a más de seis siglos. La mayoría de estos se han hecho muy conocidos debido al Festival de Nueve Lecciones y Villancicos de Nochebuena (Una ceremonia cristiana realizada y televisada en el Reino Unido en vísperas de navidad y Nochebuena) en el King's College de Cambridge. Algunos arreglos en los villancicos del álbum fueron escritos por directores u organizadores que han trabajado en King's College a lo largo de los años.
La mayoría de los villancicos del álbum fueron escritos hace siglos, aunque varios son en algún punto recientes. Por ejemplo, "Candlelight Carol" fue escrito en 1984 por Rutter. Mientras que otros son una mezcla de lo antiguo y lo nuevo: "There is a Flower" fue escrito por el monje del siglo XV John Audely, junto con música nueva de Rutter.

## Respuesta Crítica
Rick Anderson de Allmusic llama al álbum "un programa sorprendentemente variado de canciones británicas, italianas, estadounidenses, alemanas y vascas". Dice que las piezas escritas por el compositor John Rutter son "maduras, exuberantes y efusivas en la idiosincrásia en el estilo neorromántico británico". En comparación con otros álbumes navideños lanzados por los Cantantes de Cambridge, dice que este álbum es "más o menos intercambiable", pero todos son "... puros, inalterados y enternecedor espíritu devocional de Nochebuena ...".

## Repertorio de Canciones
Repertorio de canciones, con el compositor original (si se conoce) entre paréntesis.
1. "In Dulci Jubilo" (tradicional alemana)
2. "Adam Lay Ybounden" ( Boris Ord )
3. "Christmas Night" (trad. francés)
4. "Once, as I Remember" (trad. italiano)
5. "Una rosa impecable" ( Herbert Howells )
6. "En el sombrío pleno invierno" (Harold Darke)
7. "THere is a Flower" (John Rutter)
8. "The Cherry Tree Carol" (trad. inglesa)
9. "I Wonder As I Wander" (Appalachian carol)
10. "Candlelight Carol" (John Rutter)
11. "O Tannenbaum" (trad. alemana)
12. "Tomorrow Shall Be My Dancing Day" (trad. inglés)
13. "A Virgin Most Pure" (trad. Inglesa)
14. "I Sing of a Maiden" ( Patrick Hadley )
15. "Lute-Book Lullaby" (William Ballet)
16. "The Three Kings" (Pedro Cornelio)
17. "Myn Lyking" ( RR Terry )
18. "O Little One Sweet" (Samuel Scheidt)
19. "All My Heart This Night Rejoice" (G. Ebeling)
20. "I Saw a Maiden" (trad. vasco)
21. "Away in A Manger" ( WJ Kirkpatrick )
22. "Nativity Carol" (John Rutter)

## Personal
- John Rutter - director, organizador, compositor
- Cantantes de Cambridge - artistas
- Sinfonía de la ciudad de Londres - orquesta
- Jillian White - productora discográfica
- Campbell Hughes - ingeniero
- David Jacob - edición digital
- Nick Findell - diseño de portada